# Castello di Akita
Il castello di Akita (秋田城?, Akita-jō) era un jōsaku situato nella zona corrispondente all'attuale Akita, capoluogo dell'omonima prefettura, in Giappone. Era la base amministrativa della provincia di Dewa e fu un'importante base commerciale per gli insediamenti interni.

## Storia
Durante il periodo Asuka Abe no Hirafu aveva sottomesso sotto il suo dominio le tribù indigene Emishi che risiedevano nelle zone corrispondenti alle attuali città di Akita e Noshiro e nel 658 aveva edificato un forte sul fiume Mogami. Tra l'anno 708 e il 712 l'area prese il nome di Dewa e la fortezza funse da roccaforte di controllo dei distretti settentrionali; tuttavia a quel tempo la regione era ancora al di fuori del controllo effettivo della corte Yamato situata Nara e perciò il suo potere di controllo era debole. Nel 733 la fortezza sul fiume Mogami venne spostata più a nord e un nuovo insediamento militare, in seguito denominato "castello di Akita", venne costruito in quella che oggi è la zona Takashimizu della città di Akita. Il Castello di Akita divenne così una base operativa nella colonizzazione della regione e nella sottomissione dei popoli indigeni Emishi.
Nel 737 il castello di Akita, quello di Taga e una serie di cinque fortificazioni edificate sulla pianura di Ozaki presero la funzione di proteggere e assistere i coloni in questo settore. Da quel periodo fino ai primi anni del IX secolo il confine della provincia di Mutsu fu finalmente esteso verso nord nella stessa linea di quella del castello di Akita, grazie alla costruzione dei castelli di Isawa, Shiwa e Hotta che gli si affiancarono nella nuova linea di difesa dei territori colonizzati. Tuttavia, più tardi, il rafforzamento del controllo del territorio portò a numerosi conflitti con gli stessi Emishi, e il castello di Akita divenne difficile da difendere, situazione che portò la provincia di Dewa a chiederne la chiusura nel 770. La richiesta venne in un primo momento accettata dal governo centrale, ma con lo scoppio della guerra dei trentotto anni i residenti dell'area del castello si rifiutarono di spostarsi nel sud del Paese, e perciò la chiusura venne posticipata.
Il castello fu gravemente danneggiato da un terremoto nell'830. Nell'878 una violenta ribellione scoppiata nella regione contro il dominio Yamato portò alla distruzione di gran parte del castello di Akita. Un'altra grande rivolta avvenne nel 939. Il castello di Akita venne comunque restaurato dopo ogni disastro e rimase in uso fino alla metà del periodo Heian. Venne abbandonato intorno al 1050 durante la guerra Zenkunen (1051-1063).

## Ricostruzione
Il castello di Akita era protetto da argini e palizzate lungo tutto il perimetro. Gli scavi archeologici hanno riesumato le fondamenta della caserma, gli edifici amministrativi nonché vari resti come tegole di ceramica, documenti ufficiali trascritti su tavole di legno (木簡?, mokkan) o su carta verniciata.
Il sito è stato riconosciuto sito storico nazionale nel 1939. Gli scavi archeologici indicano che il sito si estendeva per circa 94 metri da est a ovest e per 77 metri da nord a sud. Alcune strutture del castello sono state ricostruite sulla posizione originale del sito.